# Posse de Nereu Ramos
A posse presidencial de Nereu Ramos foi uma cerimônia de posse na qual o presidente do Senado, Nereu Ramos, assumiu o governo de forma interina até a posse de Juscelino Kubitschek, que vencera as eleições presidenciais de 1955. A posse ocorreu no dia 11 de novembro de 1955. 

## Antecedentes
Na metade da década correspondente aos anos 1950, o Brasil vivia um cenário político conturbado. Em 1954, Vargas, eleito presidente em 1950, suicidou-se no Palácio do Catete . Tal acontecimento foi um choque na sociedade brasileira, principalmente pelo fato de o ex-presidente, conhecido pelo seu populismo, ter atentado contra a sua vida durante o mandato. Por linha sucessória, Café Filho, o vice-presidente, assumiu o cargo em 24 de agosto de 1954, porém seus problemas de saúde o fizeram ser obrigado a renunciar. Novamente, por linha sucessória, quem assumiu foi o presidente da Câmara dos Deputados, Carlos Luz,  que durou somente 3 dias no cargo, após ser deposto por militares do Movimento de 11 de novembro, liderado pelo Marechal Henrique Lott. Por fim, Nereu Ramos, vice-presidente do Senado Federal, através de aprovação da Câmara dos Deputados, foi efetivado como presidente do país,  em 1955, até Juscelino Kubitschek e João Goulart assumirem, respectivamente, como Presidente e Vice-presidente do Brasil. 

## Solenidade da posse
Ao contrário dos costumes, a posse presidencial do catarinense dispensou atos cerimoniais comuns na época, muito em função do momento político em que o país vivia e pelo fato de Nereu ter assumido como uma espécie de substituto. 
A cerimônia de posse se constituiu, basicamente, na assinatura do termo de posse, feita por Nereu Ramos, oficialmente presidente do Brasil, na sede do governo federal. O presidente ainda nomeou alguns ministros, como os novos ministros da Justiça e da Marinha, respectivamente Francisco de Menezes Pimentel e Antônio Alves Câmara Júnior, para exercerem seus cargos enquanto o governo durasse. No salão do Palácio do Catete, o presidente empossado ainda receberia as congratulações de alguns parlamentares. 